# Toshiaki Nishioka
Toshiaki Nishioka (jap. 西岡 利晃, Nishioka Toshiaki; * 25. Juli 1976 in Kakogawa, Japan) ist ein ehemaliger japanischer Profiboxer. Von Dezember 2008 bis März 2012 war er WBC-Weltmeister im Superbantamgewicht und wurde zeitweise auf Platz 1 der Weltrangliste des Ring Magazine geführt.

## Boxkarriere
Toshiaki Nishioka begann im Alter von elf Jahren mit dem Boxsport, bestritt zwölf Amateurkämpfe und war unter anderem Sparringpartner von Yasuei Yakushiji.
Sein Profidebüt bestritt er im Dezember 1994. Betreut wurde er von Teiken Promotions. Er besiegte unter anderem die WM-Herausforderer Shigeru Nakazato, Gerardo Martinez und Evangelio Pérez, zudem wurde er im Dezember 1998 Japanischer Meister. Seinen ersten WM-Kampf verlor er am 25. Juni 2000 beim Kampf um den WBC-Gürtel im Bantamgewicht nach Punkten gegen Veeraphol Sahaprom, in Rückkämpfen 2001 und 2003 erreichte er jeweils ein Unentschieden. Im März 2004 verlor er einen vierten Kampf gegen Sahaprom erneut nach Punkten.
Anschließend stieg er in das Superbantamgewicht auf und gewann am 15. September 2008 den Interims-WM-Titel der WBC gegen Namchai Saru und wurde im Dezember 2008 zum regulären Weltmeister ernannt, nachdem Israel Vázquez den Gürtel niedergelegt hatte. Anschließend gelangen ihm sieben Titelverteidigungen, darunter gegen Jhonny González, Iván Hernández und Rafael Márquez, ehe er den Gürtel im März 2012 niederlegte, um sich einen Kampf gegen den philippinischen WBO-Weltmeister Nonito Donaire zu sichern. Dieses Duell verlor er dann am 13. Oktober 2012 durch TKO in der neunten Runde. Ohne einen weiteren Kampf bestritten zu haben, erklärte er im November 2012 seinen Rücktritt.
Im September 2013 eröffnete er einen Box- und Fitnessclub (Nishioka Boxing-Fitness Gym) in Nishinomiya.
| Vorgänger             | Amt                                                                  | Nachfolger         |
| --------------------- | -------------------------------------------------------------------- | ------------------ |
| vakant Israel Vázquez | Boxweltmeister im Superbantamgewicht (WBC) Dezember 2008 – März 2012 | vakant Abner Mares |